# Sherlock Holmes attaque l'Orient-Express
Pour les articles homonymes, voir Orient-Express.
Pour plus de détails, voir Fiche technique et Distribution.
Sherlock Holmes attaque l'Orient-Express (The Seven-Per-Cent Solution) est un film américano-britannique de Herbert Ross sorti en 1976.
C'est l'adaptation du roman, paru en 1974, La solution à sept pour cent de Nicholas Meyer, qui signe lui-même le scénario. Meyer est l'auteur de deux autres romans pastiches de l'œuvre d'Arthur Conan Doyle : L'Horreur du West End (1976), dans lequel le détective côtoie Oscar Wilde et Bram Stoker, et Sherlock Holmes et le fantôme de l'Opéra (1993).

## Synopsis
En 1891, Sherlock Holmes est retrouvé par le docteur Watson dans un état de totale prostration causé par l'usage de la cocaïne. Avec l'aide de Mycroft Holmes, Watson parvient à entraîner Holmes à Vienne afin de lui faire suivre une cure de désintoxication auprès du docteur Sigmund Freud. Après diverses péripéties, tous les trois seront conduits à prendre l'Orient-Express pour sauver une ancienne patiente de Freud qu'un sultan veut emmener en Turquie.

## Fiche technique
- Titre français : Sherlock Holmes attaque l'Orient-Express
- Titre original : The Seven-Per-Cent Solution
- Réalisation : Herbert Ross
- Scénario : Nicholas Meyer, d'après son roman La solution à sept pour cent et d'après les personnages créés par Arthur Conan Doyle
- Musique : John Addison
- Photographie : Oswald Morris et Alex Thomson (seconde équipe)
- Distribution : Universal Pictures
- Pays de production : Royaume-Uni et États-Unis
- Genre : Policier
- Durée : 113 minutes
- Format : Couleur Technicolor - 1.85:1 - 35 mm
- Dates de sortie[2] :
  - États-Unis : 24 octobre 1976 (New York)
  - France : 16 avril 1980

## Distribution
- Alan Arkin (VF : Jacques Ferrière) : Dr Sigmund Freud
- Robert Duvall (VF : Gabriel Cattand) : Dr John H. Watson / le narrateur
- Nicol Williamson (VF : Jean Roche) : Sherlock Holmes
- Vanessa Redgrave (VF : Florence Giorgetti) : Lola Deveraux
- Laurence Olivier (VF : Philippe Dumat) : Professeur James Moriarty
- Régine (VF : elle-même) : Madame
- Samantha Eggar : Mary Morstan Watson
- Joel Grey : Lowenstein
- Charles Gray (VF : William Sabatier) : Mycroft Holmes

## Nominations
Oscars 1977
Meilleure création de costumes pour Alan Barrett
Meilleur scénario adapté pour Nicholas Meyer
Saturn Awards 1977
Meilleur film fantastique
Writers Guild of America Awards 1977
Meilleur scénario adapté pour Nicholas Meyer